# Bernward Müller

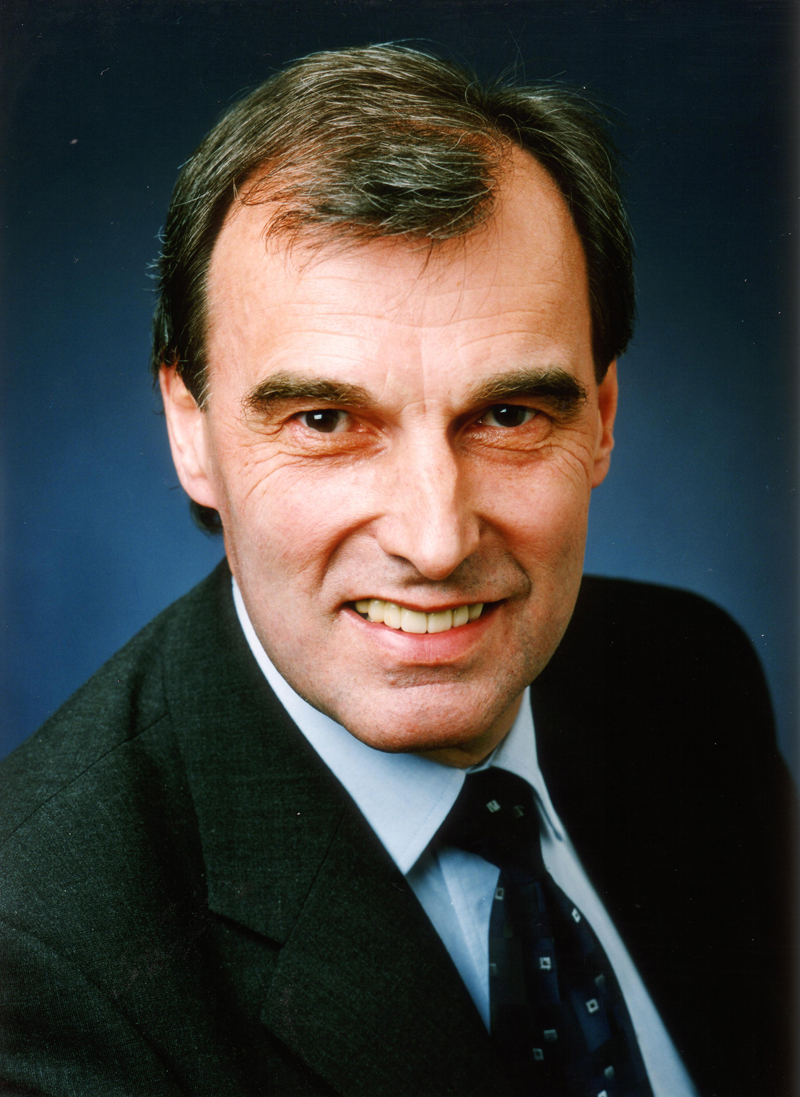
Bernward Müller, 2006

Bernward Müller (* 5. März 1950 in Kreuzebra) ist ein deutscher Politiker (CDU).
Er war vom 8. Mai 2008 bis zum 4. November 2009 Kultusminister des Freistaats Thüringen. Zuvor war er von 1998 bis 2008 Mitglied des Deutschen Bundestages.

## Leben und Beruf
Nach dem Abitur 1968 an der Erweiterten Oberschule (EOS) in Worbis absolvierte Müller ein Studium an der Friedrich-Schiller-Universität Jena, welches er 1972 als Diplomlehrer für Mathematik und Physik beendete. Danach war er bis 1974 als Lehrer an der Polytechnischen Oberschule (POS) in Schkölen tätig und leistete anschließend bis 1976 seinen Wehrdienst bei der Nationalen Volksarmee ab. Nach der Beendigung des Wehrdienstes kehrte Müller zunächst als Lehrer an die POS Schkölen zurück, wurde aber schon 1977 an die POS „Georg Kunze“ in Eisenberg versetzt. Nach der Wende übernahm Müller 1990 die Leitung des Schulamtes in Eisenberg und wechselte 1992 als Referent für Regelschulen in das Thüringische Landesverwaltungsamt. Anschließend leitete er von 1994 bis 1996 ein Referat im Thüringischen Kultusministerium, bis er die Leitung des Staatlichen Schulamtes in Stadtroda übernahm. Zuletzt war Müller 1998 persönlicher Referent des damaligen Thüringer Kultusministers Dieter Althaus.
Bernward Müller ist verheiratet und hat zwei Kinder.

## Partei
Müller trat 1992 in die CDU ein und gehört seit 1997 dem Vorstand des CDU-Kreisverbandes Saale-Holzland-Kreis an. Von 1996 bis 2006 war außerdem Vorsitzender des Landesfachausschusses Bildung der Thüringischen CDU und von 2004 bis 2006 auch Mitglied im CDU-Landesvorstand in Thüringen.

## Abgeordneter
Müller gehörte von 1990 bis 1994 dem Kreistag des Kreises Eisenberg und von 1994 bis 1999 dem Kreistag des neu gebildeten Saale-Holzland-Kreises an.
Von 1998 bis zur Niederlegung seines Mandates am 9. Mai 2008 war er Mitglied des Deutschen Bundestages. Bernward Müller zog stets über die Landesliste Thüringen in den Bundestag ein, sein Wahlkreis war Gera – Jena – Saale-Holzland-Kreis.

## Öffentliche Ämter
Am 8. Mai 2008 wurde Müller als Kultusminister des Freistaates Thüringen vereidigt und legte daher sein Bundestagsmandat nieder. Er war erst am 6. Mai von Ministerpräsident Dieter Althaus für das Ministeramt nominiert worden, nachdem der ursprüngliche Kandidat Peter Krause nach öffentlicher Kritik an seiner journalistischen Vergangenheit auf das Amt verzichtet hatte.
Bei der Landtagswahl 2009 verlor die CDU ihre absolute Mehrheit. Sie bildete daraufhin ein Koalitionskabinett mit der SPD, in dem Müller sein Amt als Kultusminister an den SPD-Landesvorsitzenden Christoph Matschie verlor.

## Kabinette
- Kabinett Althaus II